# Glider (Belfast)
Glider è un sistema di bus rapid transit a Belfast, Irlanda del Nord, progettato per migliorare l'efficienza dei trasporti nella città collegando l'area Est di Belfast con l'area Ovest e il quartiere Titanic quarter attraverso il centro città.
Il servizio è gestito da Translink.
There are two routes, G1 and G2. The busways total 15.2 miles (24.5 km) in length and consist of both dedicated bus lanes and mixed traffic lanes. Constructed at a cost of approximately £100m of public funds. It operates a fleet of 18m-long Van Hool ExquiCity articulated buses. The first services of the day commence at 5:21am, and the final services depart at 11:06pm.  Services operate on a 10 minute interval, reducing to 5-8 minutes at peak times..
Il servizio è diventato operativo il 3 settembre 2018.